# Tymbark
Tymbark is een dorp in de Poolse woiwodschap Klein-Polen. De plaats maakt deel uit van de gemeente Tymbark en telt 2700 inwoners.

## Verkeer en vervoer
- Station Tymbark